# Markthalle (Pisany)

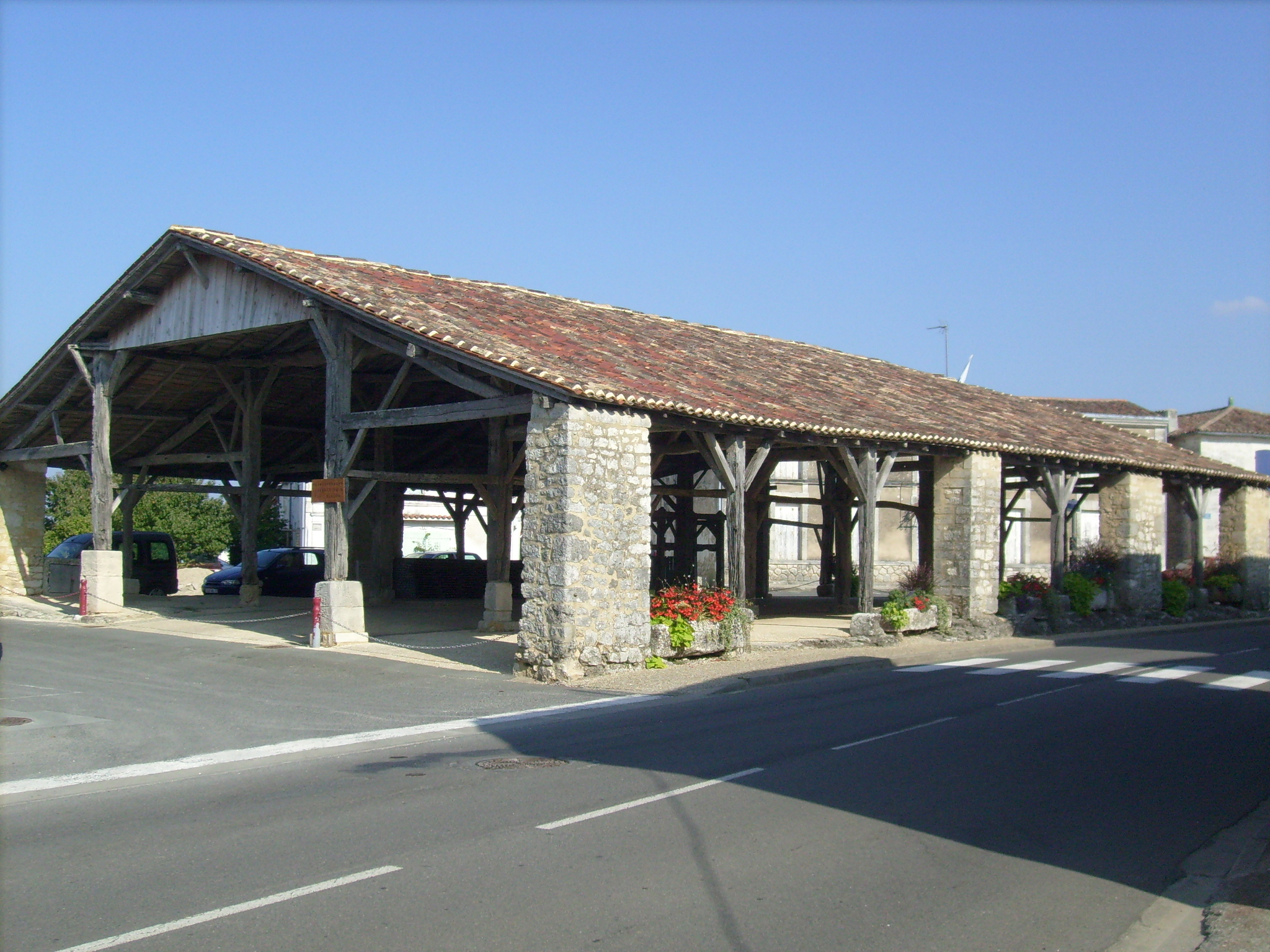
Markthalle in Pisany

Die Markthalle in Pisany, einer französischen Gemeinde im Département Charente-Maritime in der Region Nouvelle-Aquitaine, wurde in der ersten Hälfte des 17. Jahrhunderts errichtet. Die Markthalle an der Avenue Jean de Vivonne steht seit 1971 als Monument historique auf der Liste der Baudenkmäler in Frankreich.
Die an allen Seiten offene Markthalle besteht aus einer Holzkonstruktion, die von steinernen und hölzernen Pfeilern getragen wird. Das Satteldach ist mit Ziegeln gedeckt.